# Leskea vaucheri
Leskea vaucheri là một loài Rêu trong họ Leskeaceae. Loài này được Schimp. mô tả khoa học đầu tiên năm 1855.